# Nördtjärnen (Norsjö socken, Västerbotten, 721725-166290)
Nördtjärnen är en sjö i Norsjö kommun i Västerbotten och ingår i Skellefteälvens huvudavrinningsområde.